# Frauensee
Frauensee település Németországban, azon belül Türingiában.  Frauensee Krayenberggemeinde községgel határos.

## Népesség
A település népességének változása: